# 霍特托
霍特托，是匈牙利佐洛州所辖的一个村，总面积6.70平方公里，总人口357，人口密度53.3人/平方公里（2010年1月1日）。